# Wasser überall
Wasser überall ist ein Kinderbuch von Rainer Sacher, das von ihm geschrieben und illustriert wurde. Die Idee stammt von Alfred Könner.
Das Buch erschien 1979 in der ersten Auflage im Altberliner Verlag in der Schlüsselbuch-Reihe. Es ist neben Das große Wasser das zweite Buch Sachers, das sich mit dem Thema Wasser beschäftigt.

## Inhalt
In dem Buch wird Wasser in der Natur und im Alltag auf sechs Doppelseiten vorgestellt. Auf die illustrierten Doppelseiten folgt jeweils eine Doppelseite, auf der mit weiteren kleinen Bildern das Thema weitergehend vorgestellt wird. 
Auf der ersten Doppelseite sind ein ursprünglicher Bachlauf im Wald sowie zahlreiche Tierarten am und im Wasser dargestellt. Die Erläuterungen der Folgeseiten stellen den Wasserkreislauf dar. Die nächste Seite zeigt einen Stausee im Gebirge und die Nutzung der Wasserkraft. Passend dazu werden Wasserrad und Turbine auf den Folgeseiten erläutert. Als Nächstes wird gezeigt, wie das Wasser über verlegte Rohre in eine Dorflandschaft gebracht wird. Es werden Bereiche gezeigt, wo überall Wasser benötigt wird: das Sprengen von Feldern, eine Fischzucht, Gartenbau und Wäschewaschen. Auf den erläuternden Seiten wird erklärt, wie Wasser in Pflanzen gelangt und wie eine Wasserpumpe funktioniert. Auf der folgenden Doppelseite sind Tiere dargestellt, die auf und im Wasser leben. Erklärt werden die Entwicklung von Frosch und Libelle. Darüber hinaus werden Kleinstlebewesen gezeigt, die in einem Wassertropfen aus einem Teich leben. Als Nächstes wird die Wassernutzung in einer Stadt gezeigt. Zentrales Thema sind ein Feuerwehreinsatz und eine Kanalisationsbaustelle, daneben werden die öffentliche Nutzung bei Stadtreinigung, Zierspringbrunnen und Schwimmbad gezeigt sowie die heimische Nutzung von Wasser beim Blumengießen, Abwaschen, Baden und Autowaschen. Erläutert wird der Weg des Wassers vom Fluss über Pumpstationen und Wasserturm in die Wohnhäuser und die anschließende Wasserreinigung. Auf der letzten Doppelseite wird Wasser in der Industrielandschaft und als Motor der Industrie gezeigt mit Kraftwerken, unterschiedlichen Brücken sowie Schiffen, die einen Fluss befahren. Abschließend werden die Funktionsweisen von Schleuse und Schiffshebewerk erklärt.
Auf den beiden Buchdeckelinnenseiten werden unterschiedliche Süßwasserfische gezeigt.